# Арутюнян, Айдин Арутюнович
Айдин Арутюнович (по другим данным Гукасович, Лукасович) Арутюнян (1 июля 1918, Торосгюх, Александропольский уезд — 23 ноября 1990, Ереван) — участник Великой Отечественной войны, Герой Советского Союза, гвардии старший сержант.

## Биография
Родился в 1 июля 1918 года в Армении в селе Торос в семье крестьянина. Армянин по национальности. После окончания сельской школы в педагогическое училище, которое в 1939 году с отличием закончил. Работал завучем средней школы в селе Заришат Амасийского района Армянской ССР. Член КПСС с 1944 года.
В Красной Армии с 1939 года, участник Великой Отечественной войны с июня 1941 года. Участвовал в боях за Кавказ, освобождении Кубани и Украины, особенно отличился своими действиями в мае 1944 года во время Крымской операции при освобождении Севастополя.
В наступательных боях по ликвидации севастопольского плацдарма врага в мае 1944 года помощник командира взвода 526-го стрелкового полка (89-я стрелковая дивизия 4-й Украинский фронт) старший сержант Арутюнян одним из первых бросился на штурм горы Горная, ворвался во вражеский дзот и гранатами уничтожил до 10 гитлеровцев. Взял на себя командование двумя взводами, командиры которых были убиты, успешно отразил контратаку, уничтожив до 40 вражеских солдат. Затем атаковал врага и выбил его из укреплённого района. В ходе боя было уничтожено 70 вражеских солдат, а 30 фашистов взяты в плен.
Указом Президиума Верховного Совета СССР от 24 марта 1945 года за образцовое выполнение боевых заданий командования на фронте борьбы с немецко-фашистским захватчиками и проявленные при этом мужество и героизм старшему сержанту Айдин Гукасовичу Арутюняну присвоено звание Героя Советского Союза с вручением ордена Ленина и медали «Золотая Звезда»(№ 6498).
После войны был уволен в запас. Жил в Ереване, работал в МВД Армянской ССР и начальником отдела горсовета.
С 1961 года майор Арутюнян в отставке. Скончался 23 ноября 1990 года в Ереване.

## Награды
- Герой Советского Союза (24.03.1945)[2];
- орден Ленина;
- орден Отечественной войны I степени;
- два ордена Красной Звезды;
- медали.

## Память
- Имя героя носила пионерская дружина школы Гукасянского района Армянской ССР.